# Copa Uruguay de fútbol (Islas Baleares)
La Copa Uruguay (oficialmente llamada Copa Agrupación Uruguaya de Fútbol) fue un torneo de fútbol organizado por la Federación de Fútbol de las Islas Baleares entre los años 1956 y 1968. Fue disputado por los equipos de las Islas Baleares.

## Historia
El torneo nació con motivo de la donación de un trofeo que el cónsul de Uruguay en Palma hizo a la Federación de Fútbol de las Islas Baleares. El ente federativo puso en juego la copa con la disputa de una edición del torneo cada temporada y estableció que para conseguirlo en propiedad era necesario ganar tres ediciones consecutivas o cinco alternas. En total se disputaron doce ediciones hasta que la copa fue adjudicada.
A lo largo de su disputa la competición fue jugada bajo diversas fórmulas: eliminatorias directas (temporada inicial), fase de grupos y eliminatorias finales (1957 a 1960), grupo único (1961 a 1964) y fase de grupos y final (1965 a 1968). En las primeras ediciones fue disputada solamente por equipos de Mallorca; desde la temporada 1962-63 participó un equipo ibicenco (la SD Ibiza) y desde la temporada 1964-65 también participaron clubes de Menorca. Por tanto fue una competición de ámbito balear.
Finalmente se llevó el trofeo el Atlético Baleares que se impuso en cuatro ediciones, las tres últimas de manera consecutiva; esto último le dio la posesión de la copa en propiedad, dándose así por finalizado el torneo.

## Ediciones
| Edición      | Temporada | Campeón              | Subcampeón            |
| ------------ | --------- | -------------------- | --------------------- |
| I edición    | 1956-57   | CD Felanich          | CD España             |
| II edición   | 1957-58   | CD Manacor           | UD Alaró              |
| III edición  | 1958-59   | CD Atlético Baleares | CD Felanich           |
| IV edición   | 1959-60   | CF Sóller            | UD Poblense           |
| V edición    | 1960-61   | CD Felanich          | UD Alaró              |
| VI edición   | 1961-62   | UD Alaró             | CD Felanich           |
| VII edición  | 1962-63   | SD Ibiza             | CD Manacor            |
| VIII edición | 1963-64   | CD Soledad           | CD Atlético Baleares  |
| IX edición   | 1964-65   | UD Mahón             | CD Atlético Baleares  |
| X edición    | 1965-66   | CD Atlético Baleares | CD Menorca            |
| XI edición   | 1966-67   | CD Atlético Baleares | Atlético de Ciudadela |
| XII edición  | 1967-68   | CD Atlético Baleares | UD Mahón              |

## Palmarés
| Equipo                | Campeonato | Ediciones              | Subcampeón | Ediciones  |
| --------------------- | ---------- | ---------------------- | ---------- | ---------- |
| CD Atlético Baleares  | 4          | 1959, 1966, 1967, 1968 | 2          | 1964, 1965 |
| CD Felanich           | 2          | 1957, 1961             | 2          | 1959, 1962 |
| UD Alaró              | 1          | 1962                   | 2          | 1958, 1961 |
| CD Manacor            | 1          | 1958                   | 1          | 1963       |
| UD Mahón              | 1          | 1965                   | 1          | 1968       |
| CF Sóller             | 1          | 1960                   | 0          | --         |
| SD Ibiza              | 1          | 1963                   | 0          | --         |
| CD Soledad            | 1          | 1964                   | 0          | --         |
| CD España             | 0          | --                     | 1          | 1957       |
| UD Poblense           | 0          | --                     | 1          | 1960       |
| CD Menorca            | 0          | --                     | 1          | 1966       |
| Atlético de Ciudadela | 0          | --                     | 1          | 1967       |